# Таваньяско
Таваньяско (итал. Tavagnasco) — коммуна в Италии, располагается в регионе Пьемонт, в провинции Турин.
Население составляет 820 человек (2008 г.), плотность населения составляет 103 чел./км². Занимает площадь 8 км². Почтовый индекс — 10010. Телефонный код — 0125.
Покровительницей коммуны почитается святая Маргарита, празднование 13 июля.

## Демография
Динамика населения:

## Администрация коммуны
- Официальный сайт: http://www.comune.tavagnasco.to.it/